# دوري كرة القدم الأمريكية 1973
دوري كرة القدم الأمريكية 1973 هو موسم من دوري كرة القدم الأمريكية ‏. فاز فيه نيويورك أبولو ‏.